# Костецкий, Аркадий Павлович
Костецкий Аркадий Павлович (1907—1970) — машинист врубовой машины шахты № 7 комбината «Востсибуголь» Министерства угольной промышленности восточных районов СССР Иркутской области, Герой Социалистического Труда.

## Биография
Родился 26 января 1907 года в деревне Нарены, ныне Аларского района Иркутской области в семье крестьянина. С 14 лет работал по найму у зажиточных односельчан.
В 1926 году поступил на шахту в Черемховском бассейне и четыре года работал коногоном. С механизацией конной тяги с 1930 года работал помощником машиниста врубовой машины, в обязанности которого входило, следуя за врубовой машиной, отгребать штыб, не давая режущей цепи заштыбоваться, подтягивать кабель, подбивать в зарубную щель подшашки, переставлять упорную стойку, менять зубки.
В 1931 году, когда на шахту прибыла новая врубовая машина, он стал работать на ней машинистом самостоятельно. 17 сентября 1935 года, через одиннадцать дней после знаменитого рекорда Стаханова, врубмашинист Костецкий подрубил за 6 часов в трёх лавах 800 тонн угля, выполнив более трёх норм и установив всесоюзный рекорд подрубки лавы машиной «Самсон», давший старт стахановскому движению шахтёрам Иркутской области.
Его примеру последовали и другие горняки Черембасса, в результате чего объём добычи угля на комбинате вырос в два раза. Имя Аркадия Костецкого присваивали самым передовым бригадам.
В годы Великой Отечественной войны продолжал добывать в забое необходимый стране уголь, а когда в 1944 году на шахте № 7 создалось тревожное положение с подготовкой фронта горных работ, то его, как лучшего врубмашиниста бассейна, перевели в нарезные забои. Сначала он подрубал ежесменно два и три забоя, но этого было недостаточно, поскольку забои были удалены друг от друга и за смену приходилось работать на разных машинах. Аркадий Павлович взялся обслуживать одной врубовой машиной все нарезные работы на участке № 2, для переброски машины ему была выделена лошадь. Его ежесменная вырубка выросла до двенадцати забоев за смену.
За 18 лет работы на шахте он обучил профессии шахтёра десятки новых рабочих, прибывших из деревень и впервые увидевших не только сложнейшую врубовую машину, но и шахту.
В сентябре 1947 году ему одному из первых в стране было присвоено высокое звание «Почётный шахтёр».

Указом Президиума Верховного Совета СССР от 28 августа 1948 года за выдающиеся успехи в деле увеличения добычи угля, восстановления и строительства угольных шахт и внедрения передовых методов работы, обеспечивших значительный рост производительности труда, Костецкий Аркадий Павлович удостоен звания Героя Социалистического Труда с вручением ордена Ленина и золотой медали «Серп и Молот».

После окончания Черемховского горного техникума он работал на шахте № 7 начальником участка, затем помощником главного инженера, горным мастером.
В августе 1957 года вышел на пенсию.
Избирался депутатом Иркутского городского Совета депутатов трудящихся, членом ЦК профсоюза и Иркутского обкома КПСС.
Скончался 20 июня 1970 года.